# Костелло, Хелен
Хелен Костелло (англ. Helene Costello, 21 июня 1906 — 26 января 1957) — американская актриса.

## Биография
Родилась в Нью-Йорке в семье актёров Мориса и Мэй Костелло. Помимо неё в семье уже был ребёнок — её старшая сестра Долорес Костелло, также ставшая актрисой. Впервые на киноэкранах она появилась в 1909 году вместе с родителями и сестрой в немой картине «Сон в летнюю ночь». Последующие семь лет Костелло продолжала много сниматься на детских ролях, часто вместе с сестрой, участвуя также в театральных постановках и водевилях.
Вновь на киноэкраны актриса вернулась в середине 1920-х годов, после того как заключила контракт с «Warner Bros.». В 1927 году она была включена в список «WAMPAS Baby Stars», как одна из многообещающих молодых актрис. Несмотря на то её дальнейшую карьеру нельзя назвать успешной — после нескольких ролей в конце 1920-х годов («Дон Жуан» (1926), «В старом Кентукки» (1927), «Роковое предупреждение» (1929)) она отошла от съёмок. Причиной тому во многом послужило появление звукового кино, так как голос актрисы звучал на плёнке плохо. Также на спад её карьеры повлияли личные проблемы в жизни актрисы: болезни, пристрастие к алкоголю и наркотикам, три развода (в частности, её третьим мужем был известный актёр и режиссёр Лоуэлл Шерман) и финансовые трудности. В середине 1930-х она вернулась на большой экран с двумя небольшими ролями в фильмах студии «MGM», а последнюю свою роль сыграла в небольшом эпизоде приключенческой картины «Чёрный лебедь» (1942). В том же году у неё родилась дочь от третьего брака с художником Джорджем Ли Ле Бланком, но после развода в 1947 году она потеряла над ней опеку из-за обвинений бывшего мужа в алкоголизме.
В январе 1957 года Костелло под вымышленным именем попала в государственную психиатрическую клинику в Сан-Бернардино для лечения от алкогольной и наркотической зависимости. Спустя два дня после госпитализации актриса скончалась от пневмонии. Хелен Костелло была похоронена на католическом кладбище Голгофа в восточном Лос-Анджелесе. Её вклад в киноиндустрию США отмечен звездой на Голливудской аллее славы.